# Schlacht von Falkirk (1298)
Schlachten des Ersten Schottischen Unabhängigkeitskrieges

Berwick – Dunbar – Stirling Bridge – Falkirk – Roslin – Stirling Castle – Methven – Dalry – Glen Trool – Loudoun Hill – Inverurie – Brander – Perth – Bannockburn – Berwick – Berwick – Myton – Byland – Weardale
Schlachten des Zweiten Schottischen Unabhängigkeitskrieges

Kinghorn – Dupplin Moor – Annan – Berwick – Halidon Hill – Boroughmuir – Culblean – Neville’s Cross
Die Schlacht von Falkirk  am 22. Juli 1298 war eine Schlacht des Ersten Schottischen Unabhängigkeitskriegs in der Nähe der Stadt Falkirk. Sie endete mit einem klaren englischen Sieg.

## Vorgeschichte
Gegen die englische Herrschaft in Schottland war es 1297 zu einer umfassenden Erhebung gekommen. Unter der Führung von William Wallace und Andrew Morray hatte ein aus schottischen Bauern bestehendes Heer in der Schlacht von Stirling Bridge eine englische Armee unter dem Statthalter Earl Warenne besiegt. Morray starb wenige Wochen später, vermutlich an den Wunden, die er bei Stirling erlitten hatte. Daraufhin wurde Wallace zum unumstrittenen Guardian of Scotland und zum alleinigen Führer der schottischen Armee gewählt. Nachdem der englische König Eduard I. im März 1298 von seinem Feldzug nach Flandern zurückgekehrt und im Krieg gegen Frankreich einen Waffenstillstand geschlossen hatte, stellte er für Sommer 1298 ein großes Heer auf, um den schottischen Widerstand zu brechen.

### Vormarsch des englischen Heeres
Das englische Heer sollte sich am 25. Juni bei Roxburgh sammeln. Die Angaben über die Stärke des Heeres sind unterschiedlich. Sie reichen von 2000 Reitern und 12.000 Fußsoldaten, von denen 10.000 in Wales angeworben waren, bis zu 3000 Reitern, 15.000 englischen und 10.000 walisischen Fußsoldaten. Mit Sicherheit war es ein sehr großes Heer, mit dem der englische König Anfang Juli durch Lauderdale nach Lothian zog. Wallace hatte zur Abwehr des erwarteten englischen Angriffs ein starkes schottisches Heer zusammengezogen, doch er stellte sich zunächst nicht zur Schlacht. Wallace hatte eine Taktik der verbrannten Erde verfolgt, und da die schottische Bevölkerung vor den Engländern geflohen war, konnte auch niemand dem englischen König berichten, wo das schottische Heer zu finden war. Dazu konnten sich die Engländer nicht durch Plünderungen aus dem Land versorgen. Zwar waren Getreidevorräte aus Lincolnshire und Yorkshire beschafft worden, und auch aus Irland sollten Lebensmittel nach Carlisle geliefert werden, doch diese Vorräte waren für das große Heer unzureichend. Dazu wurden die wenigen Schiffe, die Proviant in die ostschottischen Häfen transportieren sollten, durch Gegenwind aufgehalten. Zu den wenigen Vorräten, die die hungernden englischen Soldaten erreichten, gehörte Wein, den der König an seine Truppen austeilen ließ. Daraufhin kam es zu Ausschreitungen unter den undisziplinierten Fußsoldaten aus Wales, worauf der König seine Reiterei gegen die Aufwiegler einsetzte. Dabei sollen 80 Waliser getötet worden sein. Eduard I. wollte sich mit dem Heer schon nach Edinburgh zurückziehen, um dort auf Nachschub zu warten. Dann trafen der schottische Earl of Dunbar und der Earl of Angus, die auf englischer Seite standen, mit der Information ein, dass sich das schottische Heer nur etwa 20 Kilometer entfernt im Callendar Wood nahe Falkirk befand. Vermutlich wollte Wallace die Engländer bei ihrem Rückzug überraschend angreifen. Daraufhin setzte Eduard I. sein Heer nach Westen in Marsch. Die Nacht verbrachte das Heer auf freiem Feld bei Linlithgow, und dazu wurde Eduard I. durch einen Pferdetritt leicht verletzt, doch er konnte reiten und widerlegte so Gerüchte, dass er schwer verletzt sei. Bischof Antony Bek von Durham las im Morgengrauen eine Messe, und danach zog das englische Heer in der Morgendämmerung des 22. Juli durch Linlithgow. Wenig später sahen die Engländer das schottische Heer, das sich bereits zur Schlacht aufgestellt hatte.

### Aufstellung des schottischen Heeres
Auch über die Stärke des schottischen Heeres gibt es widersprüchliche Angaben. Es soll zwischen 6000 und 8000 Mann und 15.000 bis 20.000 Mann stark gewesen sein. William Wallace hatte es in einer stark defensiven Stellung aufgestellt und erwartete den englischen Angriff, wobei der genaue Schlachtort nicht geklärt ist. Bereits vier Jahre zuvor hatten die Engländer ein defensiv aufgestelltes walisisches Heer bei Maes Madog besiegt. Wallace versuchte es genauso, aber besser als die Waliser zu machen. Er hatte seine Männer angewiesen, bei Angriffen durch Reiter zunächst die Pferde zu töten. Er stellte sein Heer wahrscheinlich auf festem Gelände auf der Flanke eines nach Südosten gerichteten Hügels auf. Hinter ihm lag der Callender Wood. Vor dem Hügel floss der Westquarter Burn und ein diesem zufließender Bach, der vor der schottischen Linie einen feuchten Untergrund schuf. Die linke Flanke wurde durch einen steilen Hang gedeckt, dort lief die Straße von Falkirk nach Stirling. Auf der rechten schottischen Flanke lag Wald. Die Masse des Heeres bestand aus zu Fuß kämpfenden Speerkämpfern, die in vier Schiltrons aufgestellt waren. Die Schotten fürchteten den Angriff der berittenen Ritter aus England und der Gascogne, weshalb sie Holzpfähle in den Boden gerammt und andere Hindernisse angelegt hatten, um einen Reiterangriff auf ihre Stellungen zu erschweren. Zwischen den Schiltrons standen die schottischen Bogenschützen unter John Stewart. Die leichte Reiterei, die aus dem Gefolge der Magnaten bestand, befand sich in der Reserve. Die Engländer verfügten nicht nur über eine den Schotten überlegene Reiterei, sondern auch über Bogenschützen aus Sherwood und Wales sowie über Armbrustschützen aus Ponthieu und Guyenne, die den schottischen Bogenschützen weit überlegen waren.

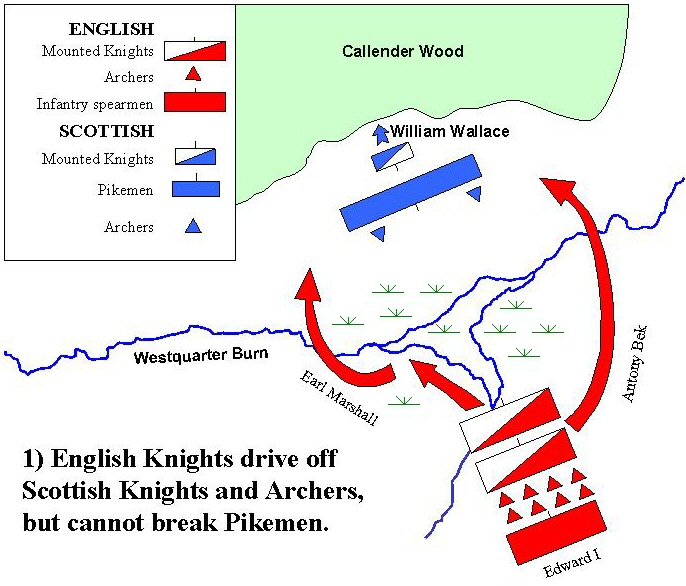
Der Beginn der Schlacht von Falkirk: der Angriff der englischen Reiter auf die schottischen Schiltrons und die Flucht der schottischen Reiterei

### Verlauf der Schlacht
Eduard I. wollte zunächst sein Heer frühstücken lassen, doch eine Mehrheit seiner Kommandanten, die Earls of Norfolk, Hereford und Lincoln hielten dies für zu gefährlich und drängten auf einen sofortigen Angriff. Daraufhin befahl der König den Angriff, wozu er seine Reiterei in zwei Abteilungen angreifen ließ. Die erste Abteilung unter Führung von Norfolk, Hereford und Lincoln griff von Westen an. Sie bemerkten den feuchten Grund vor der schottischen Linie erst spät und schwenkten nach Westen. Der rechte englische Flügel unter Bischof Bek mit 36 Knight Bannerets führte die zweite Abteilung. Diese umgingen den feuchten Grund auf der östlichen Seite. Der Bischof hatte Mühe, als Geistlicher die Ritter unter seinem Befehl zu halten. Baron Ralph Basset of Drayton sagte ihm, dass er sich zurückhalten und beten solle. Die beiden englischen Abteilungen trafen die beiden äußeren schottischen Schiltrons. Angesichts der überlegenen englischen Reiterei flüchtete die schottische Reiterei schmachvoll und panisch, ohne in die Schlacht eingegriffen zu haben. Der oft erhobene Vorwurf des Verrats gilt aber als falsch. Der Chronist John Fordun benutzte ihn, um die Comyns, die späteren Gegner von Robert Bruce zu diskreditieren.
Wie genau die Schlacht weiter verlief, ist unklar. Zunächst ritten jedoch die Engländer die schottischen Bogenschützen nieder, die alle getötet wurden. Damit waren die vier Schiltrons isoliert, die nun ständig von englischen Reitern und Fußsoldaten angegriffen wurden. Der dazu erfolgende Beschuss durch englische Bogen- und Armbrustschützen, aber auch durch Steinschleudern tötete viele der nur höchstens leicht gepanzerten Schotten und schwächte die schottischen Linien, die in Unordnung gerieten und dann den Angriffen der englischen Ritter nicht mehr standhielten. Nach einem anderen Bericht war ein Reiterangriff auf der Rückseite der schottischen Stellungen entscheidend. Die englischen Fußsoldaten führten einen harten Kampf und erlitten mit fast 2000 Toten hohe Verluste. Die walisischen Fußsoldaten wurden dagegen zunächst nicht eingesetzt. Erst als das schottische Heer sich auflöste, verfolgten sie die flüchtenden Schotten und machten sie zusammen mit den Reitern nieder. Da die schottischen Reiter früh geflohen waren, starben kaum schottische Adlige, darunter John Stewart, der mit seinen Bogenschützen getötet wurde, und Macduff, der das Aufgebot aus Fife führte. Für die schottischen Fußsoldaten wurde die lang anhaltende Schlacht ein Gemetzel. Hunderte, vielleicht Tausende schottische Fußsoldaten wurden getötet. Nur zwei englische Tempelritter, Brian le Jay und John of Sawtry wurden getötet. Allerdings sollen auch 110 englische Pferde durch die schottischen Lanzen getötet worden sein. Wallace und die Magnaten konnten in den Wald von Tor entkommen.

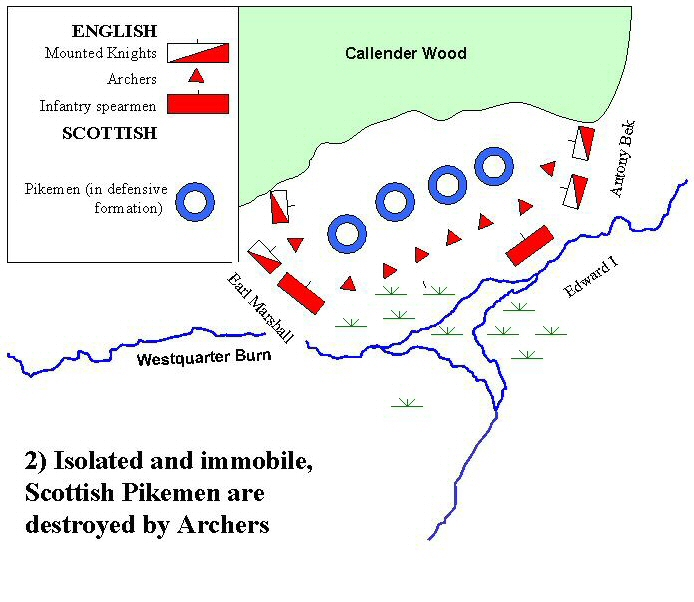
Anschließend griffen die englischen Reiter, Bogenschützen und Fußsoldaten ständig die schottischen Schiltrons an, bis die Schotten die Flucht ergriffen

## Folgen
Nach dem Sieg bei Falkirk zog Eduard I. weiter nach Fife. Aus Rücksicht auf den heiligen Andreas wurde St Andrews nicht geplündert, wohl aber Perth. Aus Stirling konnten die Engländer Lebensmittel beziehen, die dennoch nicht ausreichend waren. Dann teilte Eduard I. sein Heer. Während die Infanterie nach Carlisle geschickt wurde, zog Eduard I. mit der Reiterei nach Ayr, um die Gebiete, in denen Wallace am meisten Rückhalt hatte, zu unterwerfen. Robert Bruce, Earl of Carrick, der sich zuvor wie sein Vater Robert de Brus dem englischen König unterworfen hatte, hatte aber die Seiten gewechselt. Carrick hatte Ayr Castle niedergebrannt und sich in das Bergland von Südwestschottland zurückgezogen. Daraufhin zog sich Eduard I. ebenfalls nach Carlisle zurück. Damit hatte der englische König trotz des Siegs bei Falkirk sein Ziel verfehlt, Schottland zu unterwerfen. Zwar hatten die Schotten die Schlacht klar verloren und hohe Verluste erlitten, doch im Gegensatz zu 1296, als nach der Niederlage von Dunbar der schottische Widerstand zusammengebrochen war, setzten die Schotten den Kampf um die Unabhängigkeit ihres Landes fort. Allerdings legte Wallace sein Amt als Guardian nieder, da er als militärischer Führer versagt hatte.
Eduard I. vergab am 25. September 1298 in Carlisle umfangreiche schottische Ländereien an den Earl of Warwick und an andere Magnaten. Damit trieb er die Comyns und die meisten schottischen Magnaten in den weiteren Widerstand. Die Magnaten übernahmen nun die Führung des Kampfes gegen die Engländer und setzten ihn über fünf Jahre lang erbittert fort. Die Schlacht von Falkirk war somit trotz des klaren Ausgangs kein entscheidender englischer Sieg. Sie war aber ein Wendepunkt des Krieges. Die Schotten wagten es nun lange Jahre nicht mehr, den Engländern in offener Feldschlacht gegenüberzutreten. Stattdessen begannen sie einen Kleinkrieg und eine Politik der verbrannten Erde gegen die englische Besatzung.

## Verfilmung
In dem amerikanischen Film Braveheart von Mel Gibson (1995) wird Robert the Bruce als Ritter an der Seite König Eduards dargestellt. Nach einem Zweikampf mit Wallace, in dem er diesen niederschlägt, gibt er sich zu erkennen und verhilft dem verletzten Wallace zur Flucht. Die Szene ist allerdings eher symbolisch zu verstehen, ebenso enthält der Film viele dramaturgische Freiheiten in der Wiedergabe des tatsächlichen historischen Schlachtverlaufs, so etwa das Überlaufen der irischen Truppen zu den Schotten, das in dieser Form nicht stattfand.